# Anja Jørgensen
Anja Jørgensen (født 1969) er en dansk professor i bysociologi ved Institut for Sociologi og Socialt Arbejde på Aalborg Universitet. I 1994-1997 vandt hun motionsløbet Eremitageløbet.

## Uddannelse
Anja Jørgensen blev i 1997 kandidat i sociologi fra Aalborg Universitet. I 2003 modtog hun sin ph.d.-grad i sociologi.

## Karriere
Anja Jørgensen har igennem sin karriere hovedsageligt arbejdet med forskellige by-sociologiske spørgsmål, der angår stedtilknytning, lokale fællesskaber og mobilitet. Hun har været leder af og deltager i flere eksternt finansierede forskningsprojekter inden for området. Anja Jørgensen er forskningsleder for forskningsgruppen SocMap ved Institut for Sociologi og Socialt Arbejde ved Aalborg Universitet, hvor der forskes i stedtilknytning, territorielt betinget ulighed, lokale fællesskaber og lokal social integration.
Anja Jørgensen er desuden en del af projektet COHSMO, der behandler sammenhængen mellem territorielt betinget ulighed og social sammenhængskraft. Projektet er støttet af EU's Horizon 2020 forsknings- og innovationsprogram.